# Bestia (X-Men)
Bestia (Dr. Henry Philip "Hank" McCoy) es un superhéroe ficticio que aparece en los cómics publicados por Marvel Comics. Es un miembro fundador del equipo de superhéroes mutantes conocidos como los X-Men. Cuando fue introducido por primera vez, Bestia era un mutante que poseía fuerza y agilidad sobrehumanas, con manos y pies de gran tamaño, aunque por lo demás parecía ser un humano normal. A lo largo de su historia, Bestia sufre transformaciones progresivas de su fisonomía, ganando de forma permanente características físicas cada vez más bestiales. Estas incluyeron piel azul y rasgos felinos en su primer transformación y simiescos en la última. Su nivel físico se incrementó a niveles aún mayores, al igual que sus sentidos.
A pesar de la apariencia salvaje de Hank McCoy, se lo representa como un hombre brillante y bien educado en las artes y las ciencias, conocido por su ingenioso sentido del humor y, de manera característica, utiliza ingeniosidades mordaces con palabras largas y referencias intelectuales para distraer a sus enemigos. Es una autoridad mundial en la Bioquímica y la Genética, el médico de los X-Men, y el instructor de Matemáticas y Ciencias en el Instituto Xavier (la sede de los X-Men y una escuela para jóvenes mutantes). También es un activista político mutante. Luchando contra sus sentidos bestiales y a su miedo al rechazo social, Bestia dedica sus dones físicos y mentales para crear un mundo mejor para el hombre y el mutante.
Como uno de los X-Men originales, Bestia ha aparecido regularmente en cómics relacionados con los X-Men a través de los años. También ha sido miembro de otros equipos, como los Vengadores y los Defensores.
El personaje también ha aparecido en adaptaciones de los medios, incluidas series de televisión animadas y largometrajes. En el cine, el actor Kelsey Grammer interpretó a Bestia mucho más entrado en edad en la película X-Men: The Last Stand (2006), mientras que el actor Nicholas Hoult interpretó en una versión joven del personaje en la película X-Men: First Class (2011). Tanto Hoult como Grammer retomaron sus papeles en X-Men: Days of Future Past (2014), y Hoult repitió el papel en X-Men: Apocalipsis (2016), Deadpool 2 (cameo; 2018) y Dark Phoenix (2019). Mientras que Grammer repitió el papel en la película de Marvel Cinematic Universe (MCU) The Marvels (2023) y volverá en Avengers: Doomsday (2026).

## Historial de publicaciones
Creado por el escritor Stan Lee y el artista/coguionista Jack Kirby, el personaje apareció por primera vez en X-Men #1 (septiembre de 1963). Stan Lee escribe en el prólogo de X-Men: The Ultimate Guide que hizo de Bestia el más articulado, elocuente y culto de los X-Men para contrastar con su exterior brutal. Además, el libro opina que Werner Roth – Roy Thomas. El equipo obtuvo admiración por sus "caracterizaciones atractivas y sensibles de los X-Men originales". Roth, bajo el alias de Jay Gavin, se había hecho cargo de Kirby por completo en el número 18, y Thomas era un nuevo talento. Bestia recibió un nuevo disfraz individualizado y colorido, junto con el resto de los X-Men en el número 39 para atraer a nuevos lectores. Durante el mandato de Jim Steranko, que agregó "arte emocionante", Roth regresó, trabajando con Neal Adams, quien mezcló el estilo de Kirby con "realismo, belleza idealizada y grandeza épica".
En Amazing Adventures # 11 (marzo de 1972), escrito por Gerry Conway, Bestia experimentó un cambio radical y mutó a su ahora familiar apariencia peluda, azul (originalmente gris). El concepto se originó con Roy Thomas, un esfuerzo por hacer que el personaje fuera más llamativo, y Bestia también se volvió más parecido a un hombre lobo para capitalizar el éxito de Werewolf by Night. Steve Englehart, quien escribió el resto de la efímera actuación de la Bestia en Amazing Adventures, enfatizó el ingenio del personaje en lugar de la tragedia de su transformación en una forma más monstruosa, razonando que la inteligencia y el sentido del humor de la Bestia le permitirían para ver su desgracia en perspectiva. Durante la próxima década, la Bestia aparecería en la lista de varios equipos en títulos que van desde The Avengers hasta The Defenders y X-Factor. No fue hasta 1991, en X-Factor #70/ X-Men #1, que la Bestia finalmente regresó a los X-Men.

## Biografía ficticia

### Infancia y juventud
Henry Phillip "Hank" McCoy nació en Dundee, Illinois, en los Estados Unidos, siendo hijo de Norton y Edna McCoy. Su padre fue empleado en una planta local de energía nuclear antes del nacimiento de Henry, y una vez estuvo expuesto a la intensa radiación nuclear, la cual parece haber causado la mutación de su hijo. Henry nació con un gran intelecto, brazos y piernas inusualmente largos para un humano; de hecho, las proporciones de su cuerpo son comparables con las de un gorila (historias posteriores revelaron que su apodo en la escuela fue "Maguila Gorila"). La mutación de Henry se manifestó más plenamente durante su adolescencia, dándole una gran fuerza y agilidad, y aunque sus poderes le permitieron sobresalir brevemente en el atletismo durante su tiempo restante en la escuela, pronto atrajo la animosidad de sus compañeros de estudio y otras personas no mutantes.

### X-Men
Henry fue contactado por el Profesor Charles Xavier, quien lo invitó a estudiar en su Escuela para Jóvenes Superdotados. Henry reconoce las oportunidades que dicha institución le puede ofrecer y acepta la invitación. Encuentra en la escuela tanto una fuente de conocimiento científico como un lugar de refugio. Henry se une a los X-Men, el equipo de superhéroes formado por Xavier, tomando el nombre código de Bestia.
Bestia debuta junto con el resto de los X-Men de manera oficial, combatiendo al mutante Magneto en la base de Cabo Cañaveral.
Tiempo después, Bestia cayó en un episodio de estrés debido a que tenía que mantener su identidad secreta con los X-Men, por lo que abandonó brevemente al equipo para convertirse en luchador profesional. Mientras era luchador, Bestia conoció a Unus el Intocable y lo ayudó a construir una pistola de rayos para hacer a Unus completamente invencible. Finalmente se reintegró con los X-Men.

### Carrera en solitario, Avengers y Defenders
Bestia deja a los X-Men poco después de cumplir los veinte años, luego de una batalla contra la entidad conocida como Krakoa, la Isla Viviente. él adquiere un empleo como científico en la Brand Corporation, un centro de investigación genética. Su asistente, Linda Donaldson, se convierte pronto en su novia. Bestia aísla un extracto hormonal, permitiendo que cualquiera pueda convertirse en mutante por un corto período de tiempo, y utiliza el suero mutagénico en sí mismo para disimular su apariencia mientras frustra un robo de su investigación. Sin embargo, espera demasiado tiempo para revertir el proceso, dejándolo transformado permanentemente. Su cuerpo se cubrió con un pelambre gris (que luego se volvió azul), sus orejas se volvieron puntiagudas, desarrolló colmillos y garras afilados, obtuvo la capacidad de correr por paredes y techos, sentidos mejorados, un factor de curación acelerado, y un lado salvaje que se esfuerza por controlar. En su estado de confusión, Bestia se une brevemente a la Hermandad de mutantes, cuando Mastermind borra su memoria. Bestia es auxiliado por Patsy Walker y logra liberarse de la Hermandad. De regreso a Brand Corporation, Bestia descubrió que su novia, Linda Donaldson, era una agente del Imperio Secreto y rompe su relación con ella.
Bestia es reclutado para unirse a los Avengers como miembro provisional. Más tarde se le concede la membresía completa del equipo. Durante su estancia en el equipo, Bestia recibe entrenamiento personal del Capitán América y traba amistad con Wonder Man. Finalmente abandona al equipo.
Más tarde, Bestia se une a Los Defensores, Luego, es elegido para dirigir a una nueva encarnación del equipo. El equipo finalmente se disuelve como resultado de la batalla contra Dragón Lunar y el Dragón de la Luna. Él y sus compañeros X-Men originales, Ángel y Iceman, son contactados poco después por Cíclope y Jean Grey para formar un nuevo equipo de mutantes al servicio del gobierno.

### X-Factor
Bestia se une al equipo gubernamental X-Factor. En la segunda misión del equipo, Bestia es capturado por Tower. Bestia es entregado al Dr. Carl Maddicks y utilizado en un intento de desarrollar una cura para revertir la mutación del hijo de Maddicks, Artie. Maddicks desarrolla un suero basado en el suero original de Bestia y lo prueba en él. Como consecuencia de esto, Bestia sufre un paro cardíaco. X-Factor llega a la escena y rescata a Bestia, pero no antes de que haya sido inyectado con el suero. Cuando los vendajes en su rostro son retirados, se revela que ha perdido su piel azul.
Finalmente, X-Factor se enfrenta con el villano Apocalipsis cuando este convierte a Ángel en su Arcángel de la Muerte, el más poderoso de sus cuatro Jinetes del Apocalipsis. Durante la batalla, Bestia es tocado por el Jinete Pestilencia, cuyo toque suele causar un gran dolor y una infección viral. La infección interactúa con el tratamiento reciente de Maddicks, y en vez de matarlo, Bestia se ve afectado de tal manera que cada vez que utiliza su fuerza sobrehumana, su inteligencia disminuye. A pesar de que ganan la batalla, la victoria viene a costa de la disminución de la inteligencia de Bestia y la pérdida de humanidad de Ángel, las cuales no volverían dentro de un tiempo. La condición de Bestia empeoró por semanas. Él concedió una entrevista con Trish Tilby, una reportera, sin darse cuenta de que podría utilizar la información para la televisión. Por respeto a la situación de Bestia, Trish no menciona su nombre cuando informa sobre las últimas batallas de X-Factor; ella solo menciona que uno de ellos perdió su intelecto mientras heroicamente defendía Nueva York. Bestia aún se sintió perjudicado por la información utilizada, pero ella es capaz de convencerlo de que tenía buenas intenciones.
Cuando el intelecto de Bestia ha quedado reducido al de un niño, él enfrenta a una mutante llamada Infectia. Infectia tiene la capacidad de manipular estructuras moleculares a través del tacto, creando "monstruos" mutados. Cuando ella besa a Bestia, él se pone febril y comienza a alternar entre sus formas normales y peludas. Por último, se estabiliza en su aspecto peludo, mantiene su inteligencia, y tiene más fuerza que nunca.

### De regreso con los X-Men
Los X-Men originales renuncian a X-Factor y regresan con los X-Men. Bestia fue alistado en el equipo azul, dirigido por Cíclope. Uno de los mayores desafíos de Bestia viene con la aparición del mortal Virus Legado del villano Stryfe, un germen alienígena que comenzó a matar mutantes. Bestia y la Dra. Moira MacTaggert se dedicaron en cuerpo y alma a la erradicación del virus. Bestia incluso se ve forzado a intercambiar información con el villano Mr. Siniestro, igualmente empecinado en acabar con el virus. A pesar de que decide retirarse un poco de la actividad para dedicarse a combatir al virus, aceptó suplir a Cíclope como líder del equipo azul mientras este estuvo de luna de miel.
Tiempo después, Bestia será secuestrado y suplantado dentro de los X-Men por su malvado alter ego originario de la dimensión conocida como la Era de Apocalipsis, la Bestia Oscura. Bestia es mantenido prisionero del villano por algunas semanas. Finalmente el impostor se descubre durante el ataque de Onslaught, y Bestia es rescatado por el nuevo X-Factor.
Finalmente, Moira MacTaggert logra conseguir la fórmula para curar el Virus Legado. Por desgracia, Moira es atacada y herida de muerte por la mutante metamorfo Mística. Afortunadamente, antes de morir, la Dra. MacTaggert logra transferirle psíquicamente a Bestia la fórmula, y este, finalmente desarrolla la cura. Por desgracia, para difundir la cura, su compañero, el x-man Coloso, tuvo que sacrificar su vida.

### Nuevos X-Men y Astonishing X-Men
Poco después, Tormenta, forma un equipo especial de X-Men para encontrar los diarios de la mutante vidente Destiny. Bestia es enlistado en el equipo. Por desgracia, en su primera misión en Valencia, España, el equipo es atacado por el asesino Vargas, que mata a Psylocke y deja a Bestia sumamente herido. Bestia hubiera muerto, de no ser porque su compañera x-man Sage, utilizó sus poderes para acelerar una mutación secundaria en Bestia, mutación que le dio una nueva apariencia felina.
Bestia decide regresar a la Mansión X a adaptarse a su nueva apariencia y estilo de vida. Adicionalmente, su alteración física hizo que su novia de tanto tiempo, Trish Tilby, rompiera con él después de ser acusada de bestialismo en un artículo.
Bestia fue el único residente de la Mansión en descubrir que el Profesor X había sido suplantado por Cassandra Nova. Apenas sobrevivió a un ataque de parte del joven alumno. Beak, quien estaba manipulado por Cassandra Nova. Finalmente Bestia se recuperó y ayudó a los X-Men en la derrota de la villana.
Tiempo después, cuando noticias de una "cura" que revertiría las mutaciones salió a la luz pública, Bestia pensó seriamente en tomarla, pero decidió hacer lo contrario después de una vigorosa "sacudida" de su compañero Wolverine, pues si lo hacía le estaría dando el mensaje equivocado a otros mutantes. Después de enterarse de que la cura fue desarrollado por su compañera genetista Kavita Rao, a través de la experimentación sobre cadáveres mutantes, así como en su compañero x-man Coloso, Bestia ayudó a acabar con la operación de Rao.
Cuando el Club Fuego Infernal atacó a los X-Men, Cassandra Nova arrancó de Bestia su conciencia humana, dejándolo solo con sus instintos animales, lo que resultó en Bestia persiguiendo a Wolverine alrededor de la Mansión. La situación se resolvió con la derrota de Nova y Bestia regresó a la normalidad.

### X-Club y S.W.O.R.D.
Los X-Men y varios otros mutantes asisten al funeral de un joven mutante llamado Matt Landrú, que ha muerto en un accidente de tráfico. Bestia planea encontrar una manera de revertir los efectos del "Día-M", originados cuando la especie mutante fue diezmada por Wanda Maximoff, la Bruja Escarlata. A pesar de la "ayuda" de su otro yo (la Bestia Oscura), y de otros varios científicos reconocidos como Kavita Rao, Arnim Zola, el Alto Evolucionario, Espiral y la propia Bruja Escarlata, Bestia no consigue respuesta alguna.
Finalmente, Bestia junto con los demás X-Men, cambia su residencia a San Francisco. Durante este tiempo, se relaciona sentimentalmente con la agente Abigail Brand de la agencia de espionaje S.W.O.R.D., una subdivisión de S.H.I.E.L.D. que controla y vigila las formas de vida extraterrestres en la Tierra. Bestia junto con Madison Jeffries y Kavita Rao, forman el equipo científico llamado X-Club, cuyo objetivo es seguir investigando al perdida de poderes de los mutantes.
Sin embargo, cuando Cíclope acepta a Magneto como miembro de los X-Men, Bestia muestra su inconformidad y abandona al grupo.
Bestia se unió a su novia, la Agente Abigail Brand, como miembro de S.W.O.R.D. Sin embargo, poco después de unirse a este grupo, el comandante de Brand, Henry Peter Gyrich (contratado por Norman Osborn) comienza a reunir a los alienígenas que residen en la Tierra, en un intento xenófobo de evitar otra Invasión Secreta. Como resultado de ello, Bestia, Brand y el dragón extraterrestre Lockheed, se vuelven contra Gyrich y S.W.O.R.D.
Bestia se reunió con los X-Men en el funeral de Nightcrawler, donde confronta a Cíclope. A pesar de sus problemas con Cíclope, Bestia decide instalarse en Utopía para ayudar a los X-Men.
Más tarde, Bestia se une al equipo de los Vengadores Secretos formado por el Capitán América, y viaja con el equipo a Marte para ayudar en el rescate de Shang Chi.
Después de la separación de los X-Men en dos equipos, Bestia decide ser parte del grupo de Wolverine y lo ayuda a abrir la Escuela Jean Grey para Jóvenes Dotados, en Nueva York.
Durante la batalla entre los X-Men y los Avengers, Bestia se alía con los Avengers para investigar y detener el regreso de la Fuerza Fénix a la Tierra. Más adelante, sin embargo, cambia de actitud al creer que las acciones del Fénix Five (los cinco X-Men que el Fénix ha poseído), son benevolentes. Más tarde, se retracta de su error y se une en la lucha contra el Fénix Oscuro.

### Nueva mutación, viaje en el Tiempo e Inhumanos
Después de la batalla contra el Fénix, Bestia aparentemente comienza a morir debido a los efectos secundarios de su segunda mutación acelerada artificialmente. Ante las acciones negativas y reaccionarias que Cíclope y su equipo de X-Men rebeldes están tomando, Bestia viaja en el tiempo, a los primeros días del Instituto Xavier, para traer a los cinco X-Men originales al presente, con la esperanza de que el pasado de Cíclope pueda convencer a su ser presente para que se retire de la lucha.
Bestia cae en coma poco después de traer al equipo al presente. La telepatía de Jean Grey, acelerada artificialmente por el trauma de su viaje al futuro, logra conectar las mentes de los dos Bestias, el del pasado y el del presente. Esto le permite al joven Bestia detectar un error en los cálculos de "su futuro yo" y estabilizar su fisiología volviéndolo de nuevo a su estado simiesco original.
Más tarde, Bestia se reúne con Cíclope y ambos descubren las existencia en la Tierra de las Nieblas Terrígenas de los Inhumanos, que resultan tóxicas para los mutantes. Con la esperanza de establecer un puente entre las relaciones entre inhumanos y mutantes a la luz de este nuevo conflicto, Bestia trabaja con los Inhumanos para encontrar una forma de hacer que las Nieblas Terrígenas sean seguras para los mutantes. Se convierte en un aliado de confianza de los Inhumanos y se une a su consejo.
Cuando Bestia descubre que no puede hallar una cura para la toxicidad de las Nieblas, visita al resto de los mutantes y les aconseja que el mejor curso de acción es que todos los mutantes abandonen la Tierra, pero sus compañeros lo objetan y lo encarcelan antes de que pueda advertir a los Inhumanos que la guerra está por venir. Finalmente, la amenaza de las Nieblas será neutralizada por la Reina Medusa, y Bestia se reúne con sus amigos.

### Desunidos
Bestia se instala con los X-Men en su base en Central Park. Él comienza a investigar sobre una misteriosa vacuna que aparece en la vida pública y que promete prevenir que se desarrolle el gen Factor-X que otorga poderes a los mutantes. Sin embargo, Anole termina por interrumpir las investigaciones de Bestia al robar la vacuna. Más tarde, Bestia une fuerzas con los X-Men para combatir a un trastornado Nate Grey y forma parte de los X-Men que son desaparecidos por Grey.
Bestia y el resto de los X-Men son enviados por Nate Grey a un mundo paralelo del que regresan finalmente. Finalmente, Bestia, junto con otros X-Men, se convierte en habitante de Krakoa, que ha sido declarada por el ProfesorX como nuevo hogar de los mutantes. Bestia acompaña a Xavier y a Emma Frost a la ONU cuando se reconoce a Krakoa como una nación soberana.

## El Bestia desplazado en el tiempo
El Bestia joven que fue transportado desde el pasado brinda ayuda crucial para salvar al Bestia original, que estaba muriendo a causa de su nueva mutación. Este joven Bestia, ha viajado al universo de Ultimate Marvel y se ha aliado con los Guardianes de la Galaxia.
Esta versión juvenil de Bestia desarrolla sentimientos por Jean Grey. También fue adiestrado por el Doctor Strange sobre el manejo de la magia.
Finalmente, el Bestia desplazado en el tiempo y el resto de sus compañeros son devueltos a su línea temporal original, sin recuerdo alguno de lo que vivieron en el presente.

## Poderes y habilidades
Es posible que la mutación de Bestia sea un atavismo genético. En todo caso, él también posee rasgos neoténicos (neotenia), lo que explica su gran cerebro a pesar de su psique animal.

### Físico antropoide
Originalmente, Hank McCoy mantenía los rasgos básicos de un humano normal pero en conjunto con la fisiología de un simio, largos miembros y extremidades de gran tamaño. Esta mutación le dio fuerza sobrehumana, rapidez, agilidad y coordinación. Él podía realizar muchas tareas con sus pies tan fácilmente como con sus manos, haciendo más símiles con su apariencia de mono.
Debido a sus dotes y su entrenamiento en el Salón del Peligro, Bestia tenía la habilidad de desempeñar cualquier nivel en atletismo olímpico, contorsionando su cuerpo y realizando trucos aéreos con sobresaliente gracia.
Bestia usaba sus habilidades para escalar puentes y paredes, uniendo sus dedos de las manos y pies en pequeñas grietas, como lo hace un escalador de montañas.
Su fisiología era tan fuerte que le permitía sobrevivir a una caída de tres metros aterrizando con sus pies, sin partirse ningún hueso ni sufrir esguinces. Las piernas de Bestia eran lo suficientemente poderosas como para permitirle saltos de aproximadamente 15 pies de altura saltando desde el suelo, y alrededor de 25 pies saltando hacia los lados. Él también podía correr en sus cuatro patas a aproximadamente 40 millas por hora en carreras cortas.
Los experimentos que realizó sobre sí mismo, hizo que mutara y le saliera pelaje azul por todo el cuerpo (primero este pelaje era de color gris y luego cambiaría a color azul, como se mantiene hasta la actualidad). También obtuvo afiladas uñas, dientes como colmillos y su apariencia se volvió más parecido a una bestia como bien indica su nombre en clave. Este cambio, le dio más agilidad, fuerza y resistencia de la que ya tenía anteriormente. Aparte, también mejoró su factor de curación.

### Físico felino
Después de ser herido críticamente, el cuerpo de Hank sufría una mutación secundaria. El resultado fue una apariencia más felina. Su fuerza, agilidad, velocidad aumentaron con ese cambio.

### Intelecto de Genio
Hank es doblemente dotado, no solo teniendo las fantásticas habilidades producto de su mutación, sino también al poseer un brillante intelecto.
Es un mundialmente renombrado bioquímico, y es también conocido como el hombre que curó el virus Legado. Su inteligencia extraordinaria y su destreza en la genética son rivales para las del Profesor X. Como hombre renacentista, McCoy es bien versado en lingüística, literatura, filosofía, historia, arte y música, con una especial afinidad por la ciencia y la tecnología y una propensión por citar los clásicos literarios.

## Versiones alternativas

### Era de Apocalipsis
En esta realidad, Bestia se convirtió en discípulo de Mr. Siniestro, y forma parte del "Factor-X" de prelados al servicio de Apocalipsis. Esta versión de Bestia, logró escaparse hacia la línea temporal "regular" de Marvel, donde se convirtió en el supervillano Bestia Oscura.

### Dinastía de M
Bestia junto con Forja y Hank Pym, es un científico a las órdenes de Tony Stark.

### Ultimate Bestia
Bestia es uno de los fundadores de los X-Men, y tiene una relación con Tormenta.

### Amalgam Comics
Bestia se fusiona con Changeling de DC Comics para formar a Beastling de la X-Patrol.

## En los medios

### Televisión
- Bestia hace su primera aparición animada en The Marvel Super Heroes, con la agrupación original de los X-Men (Ángel, Cíclope, Iceman y Jean Grey).
- Bestia parecía un mono y aparece, junto a los otros X-Men originales, en el episodio "El Origen de Iceman" de la serie animada Spider-Man and His Amazing Friends.
- Bestia es un personaje regular y miembro de los X-Men en la serie animada de X-Men (George Buza). Aparece en su forma de simio azul a lo largo de toda la serie.
- Bestia aparece en la serie de Spider-Man (crossover con X-Men) en el episodio de dos partes "The Mutant Agenda" / "Mutant's Revenge".
- Bestia aparece en la segunda temporada de X-Men: Evolution con la voz de Michael Kopsa. Comienza como un profesor de química y gimnasia de la escuela secundaria a la que asisten los jóvenes X-Men, suprimiendo su mutación a través de un suero que desarrolló. Finalmente, el suero comienza a fallar, y muta en la "Bestia" peluda azul, luego se une a los X-Men.
- Bestia aparece en la serie de Wolverine and the X-Men (Fred Tatasciore). Es el primer hombre X reclutado por Wolverine en la serie, siendo el único que se ha quedado atrás tras la destrucción de la Mansión X y las desapariciones del Profesor X y Jean Grey.
- Bestia aparece en la serie Marvel Anime: X-Men, con la voz de Hideyuki Tanaka en la versión japonesa y Fred Tatasciore en el doblaje inglés. En esta versión Bestia es mostrado con una apariencia de león.
- Bestia también tiene apariencia de león en la serie de anime Marvel Disk Wars: The Avengers.

### Cine
| Dr. Hank McCoy / Bestia en el Cine. | Dr. Hank McCoy / Bestia en el Cine. | Dr. Hank McCoy / Bestia en el Cine. | Dr. Hank McCoy / Bestia en el Cine. |      |         |             |       |
| Año                                 | Título original                     | Actor                               | Nota                                |      |         |             |       |
| ----------------------------------- | ----------------------------------- | ----------------------------------- | ----------------------------------- | ---- | ------- | ----------- | ----- |
| Año                                 | Título original                     | Actor                               | Nota                                | 2003 | X-Men 2 | Steve Bacic | Cameo |
| 2006                                | X-Men: The Last Stand               | Kelsey Grammer                      | Elenco coral                        |      |         |             |       |
| 2011                                | X-Men: First Class                  | Nicholas Hoult                      | Elenco coral                        |      |         |             |       |
| 2014                                | X-Men: Days of Future Past          | Nicholas Hoult / Kelsey Grammer     | Elenco coral / cameo                |      |         |             |       |
| 2016                                | X-Men: Apocalypse                   | Nicholas Hoult                      | Elenco coral                        |      |         |             |       |
| 2018                                | Deadpool 2                          | Nicholas Hoult                      | Cameo                               |      |         |             |       |
| 2019                                | X-Men: Dark Phoenix                 | Nicholas Hoult                      | Elenco coral                        |      |         |             |       |
| 2023                                | The Marvels                         | Kelsey Grammer                      | Cameo                               |      |         |             |       |

- Bestia fue incluido en los primeros borradores de la película X-Men (2000), pero tuvo que ser eliminado para que la película fuera aprobada por el estudio, debido a preocupaciones presupuestarias.[45] Elementos de su persona, incluyendo su experiencia médica y activismo político, fueron transferidos al personaje de Jean Grey.

- El actor Steve Bacic, aparece en un cameo como el Dr. Hank McCoy en su forma humana en la película X-Men 2 (2003), en una pantalla de televisión de un bar.

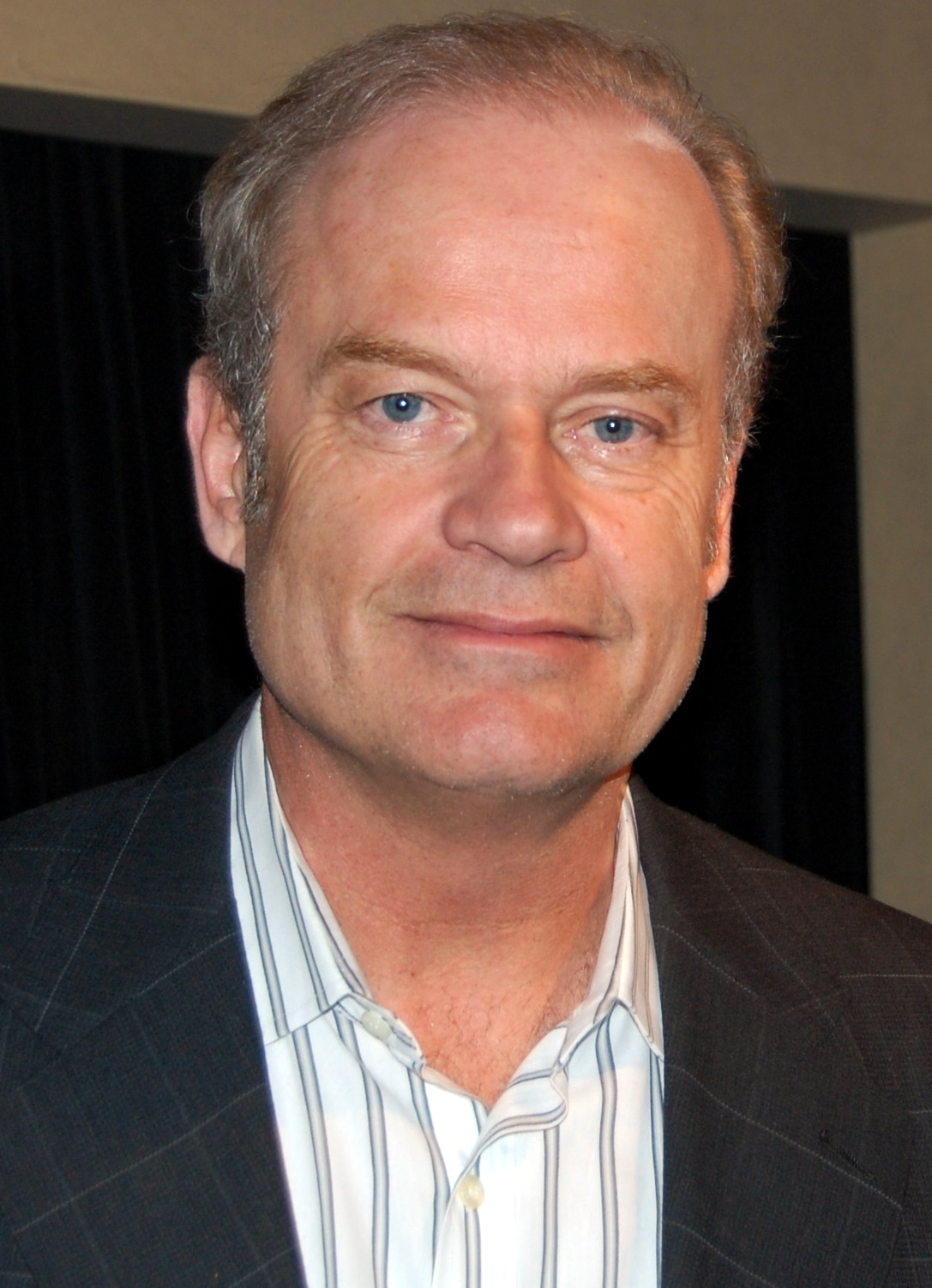
Kelsey Grammer interpreta al Dr. Hank McCoy.

- En la película  X-Men: The Last Stand  (2006), el actor Kelsey Grammer interpreta al Dr. Hank McCoy ya convertido en una Bestia. Hank McCoy es miembro del gabinete del Presidente de los Estados Unidos, sirviendo como Secretario de Asuntos Mutantes. Luego de que una “cura” para la mutación humana es desarrollada y convertida en arma, renuncia a su posición en el gobierno y ayuda a los X-Men a luchar contra las fuerzas de Magneto en la Isla de Alcatraz. En la última batalla, Bestia le inyecta a Magneto la cura, haciendo que este pierda sus poderes por un tiempo. Después del incidente, es nombrado Embajador de los Estados Unidos ante las Naciones Unidas.

- En la primera película precuela del grupo titulada  X-Men: primera generación  (2011), aparece una versión joven de Bestia interpretada por el actor inglés Nicholas Hoult.[46]  Inicialmente, el actor Benjamin Walker fue elegido para el papel, pero abandonó la película para protagonizar el musical de Broadway Bloody Bloody Andrew Jackson.[47] La faceta más notable de McCoy en la franquicia desde este momento es su amor duradero por Mystique. En la película, originalmente solo posee pies prensiles, velocidad mejorada, agilidad y reflejos. Intenta curarse de su mutación con un suero derivado del ADN de Mystique, pero esto causa que se transforme en la Bestia con su conocida forma animal de pelaje azul y con un rostro felino.

- En la película X-Men: días del futuro pasado (2014), el actor Nicholas Hoult regresa a interpretar la versión más joven de Bestia, mientras que Kelsey Grammer regresa para interpretar por última vez la versión más vieja de Bestia en un cameo al final de la película.[48]  El actor Hoult le reveló a Joblo que Hank creó un suero que controla su mutación, haciendo que parezca humano, pero se transforma cuando se enoja.[49] Cuando la versión joven de Bestia del pasado le pregunta a Wolverine si él sigue vivo en el futuro, este le responde que no. Un sitio web de mercadeo viral para la película muestra que Bestia fue asesinado en 2015 por una multitud enojada de manifestantes humanos frente a su casa en el estado de Nueva York.[50]  Las acciones de Wolverine en el pasado de 1973 – durante el cual interactuó con la versión más joven de Bestia y les advirtió a él y a Charles Xavier sobre el futuro – alteran el futuro y Bestia revive. Al final Wolverine despierta en el futuro cambiado y ve a la versión más vieja de Bestia caminando tranquilamente por la Mansión X.

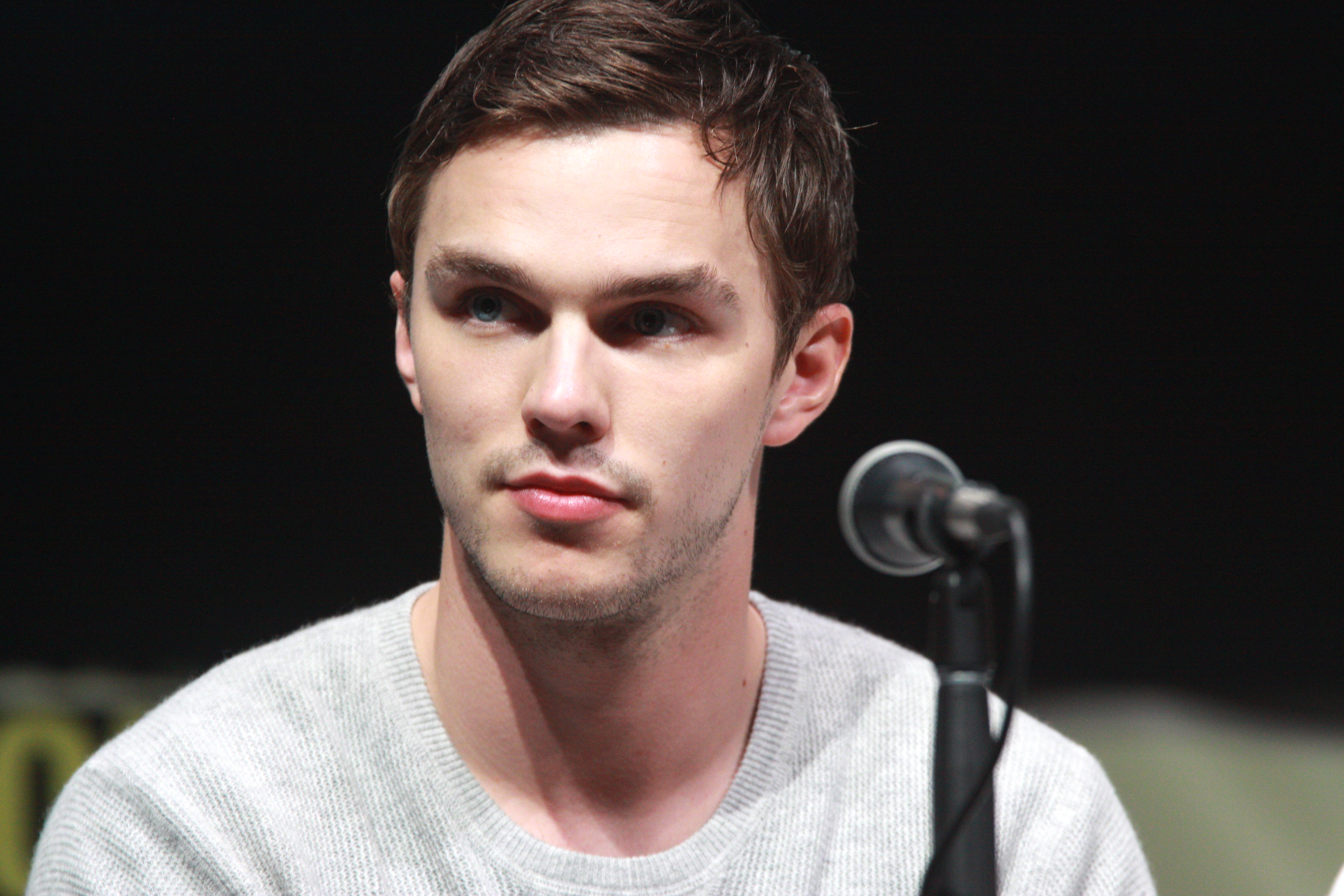
Nicholas Hoult interpreta a Bestia joven. En la fotografía, Hoult hablando en la Comic-Con Internacional de San Diego 2013, para X-Men: Días del Futuro Pasado, en el Centro de Convenciones de San Diego en San Diego, California.

- Nicholas Hoult vuelve nuevamente a interpretar la versión juvenil de Bestia en X-Men: Apocalipsis (2016).[51][52]  En el film, todavía sigue usando su suero para mantenerse convertido en humano, Hank también ha construido un nuevo jet en el sótano de la mansión, respetando el sueño de Charles Xavier de hacer de la Mansión X una universidad completa para mutantes y humanos pero preparándose para la guerra. Él vuelve a ser una bestia después de que la mansión es destruida en el primer enfrentamiento contra Apocalipsis en el que Havok provocó una explosión, luego Bestia es capturado por William Stryker y pierde su suero, posteriormente es rescatado y pilota un jet robado de la propia flota de Stryker para dirigirse a El Cairo y luchar contra Apocalipsis. Al llegar, se enfrenta a Psylocke quien es uno de los Cuatro Jinetes con poderes telekineticos aumentados por Apocalipsis. Al final de la película, Bestia es presentado como uno de los maestros de la mansión junto con la líder Mystique y entrenan al equipo de X-Men revivido.

- Nicholas Hoult vuelve a interpretar la versión juvenil de Bestia del pasado en un breve cameo en Deadpool 2 (2018).[53] Mientras Deadpool está en la Mansión X y se queja de lo vacía que se ve, Bestia y los otros jóvenes X-Men se muestran brevemente detrás de una puerta corredera de madera, la cual es cerrada por Bestia antes de que Deadpool se dé cuenta.

- Nicholas Hoult interpretó su papel de Bestia por última vez en Dark Phoenix (2019).[54] Después de que los poderes de su compañera de equipo Jean Grey aumentan a niveles incontrolables, lo que la lleva a matar accidentalmente a Mystique, McCoy, indignado, recurre a Magneto en busca de ayuda para matar a Grey. Después de que los D'Bari atacan la Tierra por sus poderes, McCoy y Magneto unen fuerzas con los X-Men para repeler a los extraterrestres. Después de esto, Xavier deja a McCoy a cargo de la Mansión X de Xavier para Jóvenes Superdotados mientras él se ausenta.

- Kelsey Grammer aparece como una versión alternativa de Hank McCoy/Bestia en la escena de mitad de créditos de The Marvels (2023), ambientada en el Universo cinematográfico de Marvel (UCM). El está examinando a Monica Rambeau/Photon (Teyonah Parris) y una variante de su madre Maria Rambeau (Lashana Lynch), que acaba de emerger en su realidad debido a las incursiones provocadas por Dar-Benn. El teoriza que las brechas en el espacio-tiempo han provocado que individuos de realidades adyacentes comiencen a aparecer en otros universos, y afirma que volvería para examinarlos a los dos después de brindarle a Charles Xavier una actualización sobre estos eventos.[55]

### Videojuegos
| 1994 | X-Men: Mutant Apocalypse                    |
| 1995 | X-Men 2: Clone Wars                         |
| 2000 | X-Men: Mutant Academy                       |
| 2002 | X-Men: Next Dimension                       |
| 2000 | Spider-Man 2: Enter Electro                 |
| 2004 | X-Men Legends                               |
| 2005 | X-Men Legends II: Rise of Apocalypse        |
| 2006 | X-Men: The Official Game                    |
| 2011 | Marvel Super Hero Squad Online              |
| 2012 | Marvel Avengers Alliance                    |
| 2013 | Lego Marvel Super Heroes                    |
| 2014 | Marvel Contest of Champions                 |
| 2015 | Marvel Heroes                               |
| 2015 | Marvel Future Fight                         |
| 2016 | Marvel Puzzle Quest                         |
| 2019 | Marvel Ultimate Alliance 3: The Black Order |
| 2019 | Marvel Super War                            |